# Полезный Блог
«Полезный Блог» — веб-сайт, сборник кулинарных рецептов, оформленный в виде блога. Проект был запущен в 2012 году, его автором является Людмила Бриллиант.

## Участие в ежегодных конкурсах
- 2013 год
  - Призёр XIII Всероссийского интернет-конкурса «Золотой сайт» в двух номинациях: «Тематический сайт» и «Познавательные сайты и блоги»[1].
  - Web-Resurs.ru — открытый конкурс и каталог сайтов, в номинации «Лучший информационный сайт», по итогам оценок жюри — 2-е место. По итогам пользовательского голосования — 1-е место.[2]